# アルハンブラ物語

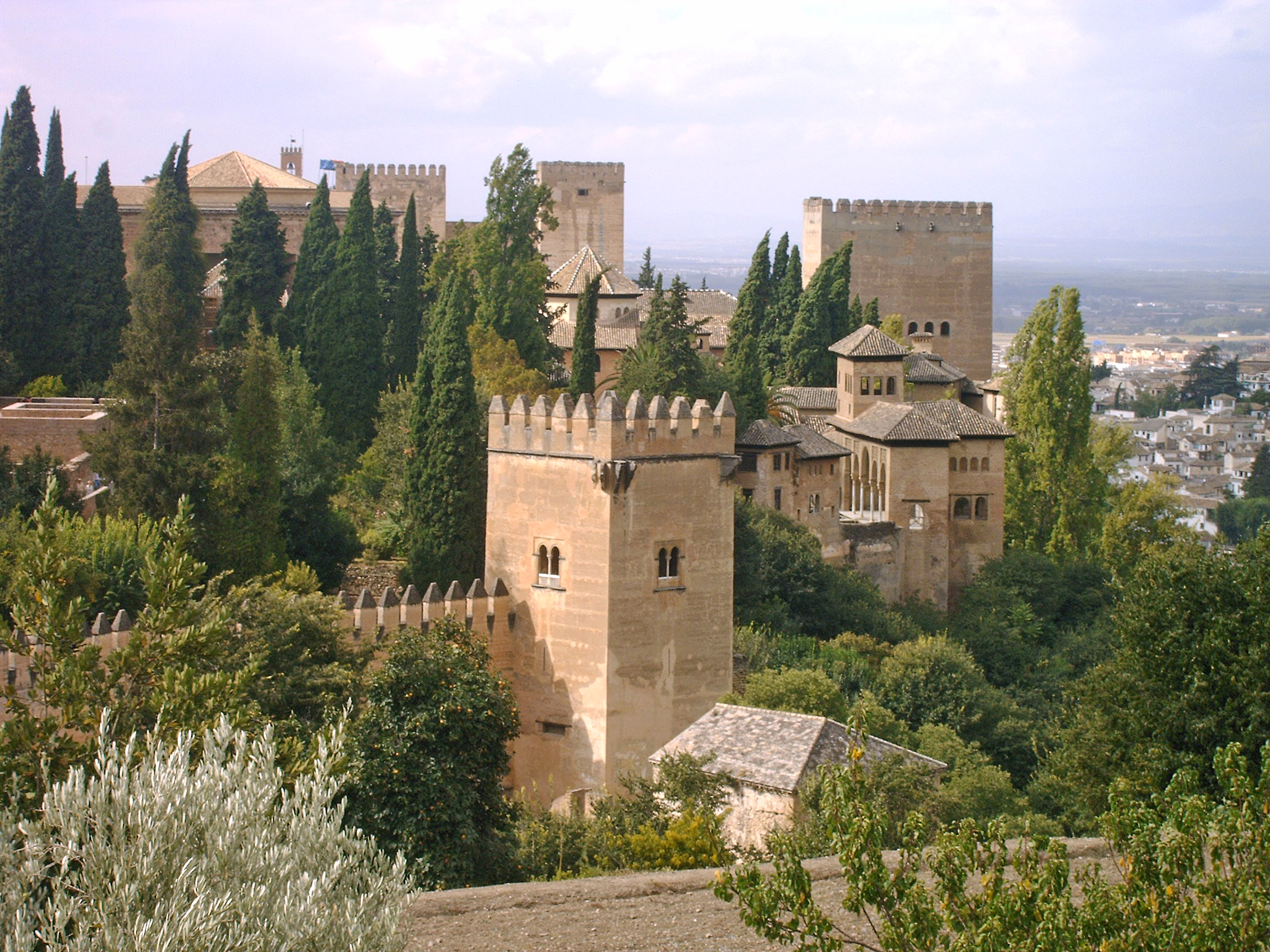
ヘネラリフェから見たアルハンブラ宮殿

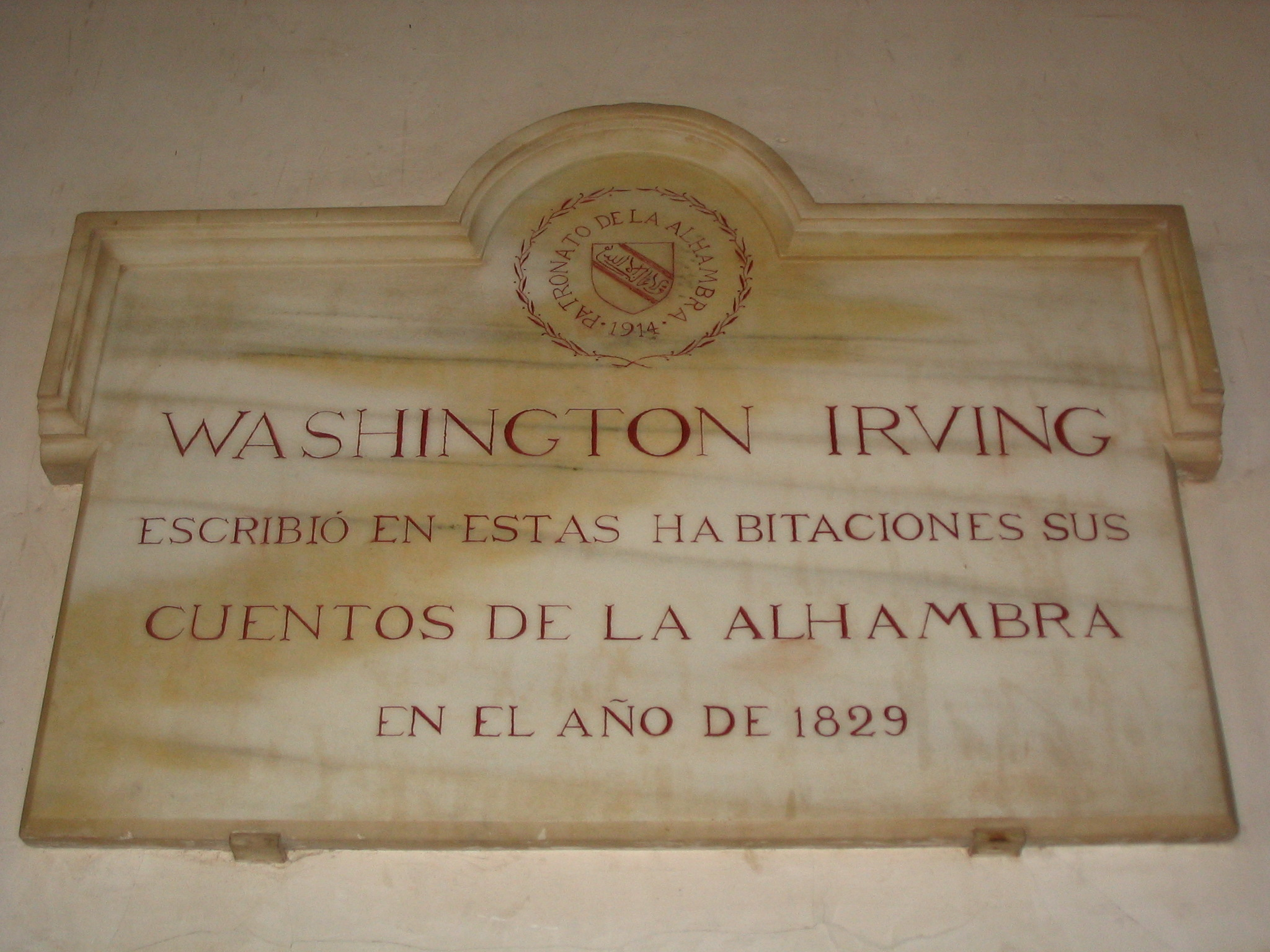
アーヴィングはアルハンブラ宮殿のこの部屋に滞在したとの標識

『アルハンブラ物語』（アルハンブラものがたり、英語: The Tales of Alhambra）は、アメリカの作家ワシントン・アーヴィングが1832年に発表した、アルハンブラ宮殿に関する旅行記・伝説集である。

## 概要
『アルハンブラ物語』は、ワシントン・アーヴィングが1829年にロシア人の友人、およびスペイン人の従者と共にスペインのグラナダにあるアルハンブラ宮殿へ旅行し、滞在して書いたもので、宮殿に関する旅行記・伝説集である。のちの1851年に改訂版が出され、伝説集が拡張されている。当時アルハンブラ宮殿はそれほど知られておらず、この本によって欧米諸国に広く知られるようになったという。

## 日本語訳
- 『アルハンブラ物語』 馬場久吉訳、岩波文庫、1949年
- 『アルハンブラ物語』 江間章子訳、講談社文庫、1976年
- 『アルハンブラ物語』 平沼孝之訳、岩波文庫（上下）、1997年。新訳
- 『アルハンブラ物語』 齊藤昇訳、光文社古典新訳文庫、2022年